# San Isidro de San Ramón
San Isidro es un distrito del cantón de San Ramón, en la provincia de Alajuela, de Costa Rica.

## Geografía
San Isidro cuenta con un área de 8,69 km² y una altitud media de 1140 m s. n. m.

## Demografía
Para el año 2022, San Isidro cuenta con una población estimada de 5621 habitantes, y para el último censo efectuado, en 2011, San Isidro contaba con una población de 4478 habitantes.

## Localidades
- Barrios: Progreso
- Poblados: Bajo Ramírez, Fernández, Guaria, Varela.

## Transporte

### Carreteras
Al distrito lo atraviesan las siguientes rutas nacionales de carretera:
- Ruta nacional 1
- Ruta nacional 135
- Ruta nacional 169